# City of Blue Mountains

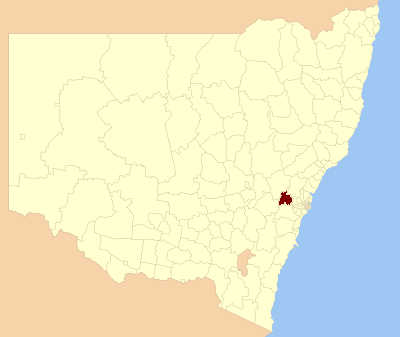
City of Blue Mountains na mapie Nowej Południowej Walii

City of Blue Mountains – obszar samorządu terytorialnego w australijskim stanie Nowa Południowa Walia obejmujący swoim obszarem znaczną część Gór Błękitnych. Obszar liczy 1430 km² powierzchni, a jego ludność wynosi 74067 osób (2006). Choć w sensie funkcjonalnym nie stanowi jednego organizmu miejskiego, jako całość posiada prawa miejskie.
Dwoma głównymi ośrodkami są Springwood i Katoomba - w tym ostatnim mieście zlokalizowana jest także siedziba władz samorządowych. Mniejsze miejscowości to Lapstone, Glenbrook, Blaxland, Mount Riverview, Warrimoo, Sun Valley, Valley Heights, Winmalee, Yellow Rock, Faulconbridge, Linden, Woodford, Hazelbrook, Lawson, Bullaburra, Wentworth Falls, Leura, Medlow Bath, Blackheath, Mount Victoria i Bell.
Gospodarka obszaru oparta jest w ogromnej mierze na turystyce. Samorządami partnerskimi są miasta Flagstaff w amerykańskim stanie Arizona oraz Sanda w Japonii.